# Ротцо
Ро̀тцо (на италиански и на венециански: Rotzo, на местен диалект: Rotz, Роц) е село и община в Северна Италия, провинция Виченца, регион Венето. Разположено е на 938 m надморска височина. Населението на общината е 666 души (към 2015 г.).